# Zenophleps pallescens
Zenophleps pallescens là một loài bướm đêm trong họ Geometridae.